# ادواردو اپوپورت
ادواردو هوگو رپوپورت (۳ ژوئیه ۱۹۲۷–۱۶ مه 2017) اکولوژیست و استاد برجسته آرژانتینی در دانشگاه ملی کاماهو بود. وی به دلیل کارهای بنیادی خود در زمینه زیست‌شناسی خاک، تهاجم بیولوژیکی، و بوم‌شناسی شهری و به ویژه به دلیل کمک‌های وی در زیست‌شناسی بسیار مشهور است.

## حرفه
ادواردو رپوپورت در دانشگاه ملی لا پلاتا (۱۹۵۳–۱۹۵۳) تحصیل کرد و مدرک دکترای خود را در سال ۱۹۵۶ بدست آورد. او به عنوان یک متخصص در سازمان یونسکو در سال ۱۹۷۴ و سرانجام در دانشگاه ملی کاماهو در باریلوچه فعالیت داشته‌است.

## افتخارات
- ۱۹۸۶ عضو افتخاری انجمن اکولوژیک آمریکا
- ۱۹۹۰ برنده جایزه TWAS، زیست‌شناسی[۲]
- سه سرده و دوازده گونه از حیوانات بی مهرگان به احترام وی رپوپورتی نامگذاری شده‌اند.